# Joseph Sweetman Ames
Joseph Sweetman Ames (Manchester (Vermont), 3 de julho de 1864 — 24 de junho de 1943) foi um físico estadunidense.
Foi professor de física na Universidade Johns Hopkins, provost da universidade de 1926 a 1929 e presidente da universidade de 1929 a 1935.
Foi um dos membros fundadores do Comitê Nacional para Aconselhamento sobre Aeronáutica (NACA, o predecessor da NASA) e seu diretor de 1919 a 1939). O NASA Ames Research Center foi batizado em sua homenagem. Foi eleito fellow da Academia de Artes e Ciências dos Estados Unidos em 1911.

## Publicações
- The Theory of Physics (1897)  ISBN 9781112245749
- Elements of Physics (1900)  ISBN 9781172277308
- The Induction of Electric Currents (dois volumes, 1900)
- Text-Book of General Physics (1904)
- Theoretical Mechanics (1929)

Ames foi editor assistente do Astrophysical Journal e editor associado do American Journal of Science; editor chefe do Scientific Memoir Series; e editor das memórias de Joseph von Fraunhofer sobre Prismatic and Diffractive Spectra (1898).